# Forest (Guernsey)
Forest is een parish van het Britse kroondomein Guernsey.
Forest telt 1549 inwoners.De oppervlakte bedraagt 4,2 km², de bevolkingsdichtheid is 368,8 inwoners per km².
Castel · Forest · Saint Andrew · Saint Martin · Saint Peter Port · Saint Pierre du Bois · Saint Sampson · Saint Saviour · Torteval · Vale

Afhankelijkheden: Alderney · Sark